# 한마음교통
한마음교통은 서울특별시의 마을버스 회사이며, 본사는 서울특별시 노원구 화랑로45길 127 (월계동)에 있다.

## 특징
1996년 미일운수(美一運輸)로 설립하였다. 이후 영일교통(永一交通)을 거쳐 2008년 사명을 영일교통(永一交通)에서 한마음교통으로 변경되었다. 개편전에는 노원마을 12번과 12-1번을 운행해 왔으며, 2004년 체계개편으로 12번에서 노원09번으로 변경되었으며, 12-1번에서 노원10번으로 변경되었다. 노원10번이 폐선되면서 현재 노원03번과 노원09번을 운행하고 있다.

## 운행 노선
- ● 노원03번 : 하계역 ~ 석계역(구 노원마을 5번) <이 노선은 금창운수와 공동 배차 운행한다.>
- ● 노원09번 : 상계직업학교 ~ 석계역 (구 노원마을 12번)

## 보유차량
전 차량이 하이거 하이퍼스 1609와 현대 그린시티로 운행한다.